# Issé
Issé är en kommun i departementet Loire-Atlantique i regionen Pays de la Loire i nordvästra Frankrike. Kommunen ligger i kantonen Moisdon-la-Rivière som tillhör arrondissementet Châteaubriant. År 2022 hade Issé 1 825 invånare.

## Befolkningsutveckling
Antalet invånare i kommunen Issé
| Referens: INSEE |